# Leucosarcia melanoleuca
Il piccione wonga (Leucosarcia melanoleuca Latham, 1801) è un uccello appartenente alla famiglia Columbidae, unica specie del genere Leucosarcia, endemico dell'Australia.

## Descrizione
Il piccione wonga misura circa 37 cm di lunghezza. Presenta una colorazione sui toni del grigio scuro su gran parte del corpo, esclusi il petto e il ventre, dove il piumaggio è bianco con macchie nere triangolari, e parte della fronte, di colore bianco. Sono presenti due barre bianche sul petto. Le ali sono piuttosto corte e arrotondate e la coda è tozza e larga. Non vi è dimorfismo sessuale.

## Biologia
È un uccello schivo che vive prevalentemente al suolo. Emette dei richiami caratteristici e continui che si interrompono improvvisamente quando l'animale è in allarme. In caso di pericolo si allontana camminando ma se necessario può spiccare il volo per brevi tratti, andando a raggiungere un posatoio da cui controllare il territorio. Può percorrere distanze anche molto lunghe restando al suolo. Si nutre di frutti caduti e semi e vive sia da solo che in coppia, inoltre è possibile vederne gruppi numerosi nei pressi di fonti di cibo abbondanti. Il nido, una piattaforma di rametti, viene costruito alla biforcazione di un ramo.

## Distribuzione e habitat
La specie è diffusa esclusivamente in Australia orientale e sudorientale. Vive nelle foreste sia decidue che pluviali e predilige restare al suolo, nel sottobosco.